# Амирханян, Араик Хачикович
Араик Хачикович Амирханян (род. 2 октября 1981, Арташат, Армянская ССР или Крыжановка, Одесская область, УССР) — украинский и армянский бизнесмен, известный деятель в сфере дорожного строительства. Бывший гражданин Украины, лишён гражданства в 2021 году.

## Образование
С 2002 по 2007 год обучался в Харьковском национальном медицинском университете, затем получил диплом Харьковского национального университета имени В. Н. Каразина.

## Карьера
Владелец сети строительных компаний, включая «Дорлидер», «Південьдортех» и «Полтавабудцентр». В 2013 году Forbes Украина назвал его одним из крупнейших подрядчиков «Укравтодора».

## Скандалы и уголовные дела
В 2017 году Антимонопольный комитет Украины оштрафовал его компании на 37,75 млн грн за тендерные сговоры и запретил участие в торгах на 3 года.
В апреле 2019 года был задержан за попытку давления на чиновника «Укравтодора» с требованием выплатить 100 млн грн.
В июне 2019 года СБУ задержала его по подозрению в организации незаконной переправки людей и хищении имущества на сумму около 20 млн грн.

## Лишение гражданства
В 2021 году указом президента Украины Владимира Зеленского лишён гражданства из-за наличия армянского паспорта.

## Подозрение в убийстве Ильи Кивы
В декабре 2023 года в Подмосковье был убит экс-депутат Верховной Рады Илья Кива. В июне 2025 года Амирханян был задержан в России по подозрению в передаче СБУ информации о местонахождении Кивы, что могло привести к его убийству.